# Ян Вельопольський (канцлер)
Я́н Вельопольський (пол. Jan Wielopolski; 1630—15 лютого 1688) — державний діяч Речі Посполитої. Представник шляхетського роду Вельопольських гербу Стариконь, граф. Син Яна Вельопольського та Зофії Кохановської. Маршалок сейму надзвичайного (1662), Великий канцлер коронний (1678–1688), сенатор. Великий підканцлер коронний (1677–1678), великий стольник коронний (1664–1677). Генеральний староста краківський (з 1667). Староста біцький, бохенський, новоторзький, долинський і пшемиковський. Прибічник польських королів Михайла Вишневецького та Яна ІІІ Собеського.